# Brachynopus rufus
Brachynopus rufus – gatunek chrząszcza z rodziny kusakowatych, podrodziny łodzikowatych i plemienia Scaphisomatini.
Gatunek ten opisany został w 1881 roku przez Thomasa Brouna jako Baeocera rufa. W rodzaju Brachynopus umieszczony został w 2003 roku przez Ivana Löbla i Richarda A.B. Leschena.
Chrząszcz o ciele długości od 1,8 do 2,2 mm, w zarysie owalnym i słabo zwężonym ku końcowi, o ubarwieniu rudobrązowym do czarnego z nieco jaśniejszymi: wierzchołkiem pokryw, udami i goleniami oraz jasnobrązowymi do ochrowych: czułkami, stopami i końcowymi segmentami odwłoka. Aparat gębowy cechują szersze niż dłuższe żuwki zewnętrzne oraz prawie proste ostatnie człony głaszczków wargowych, osadzone podwierzchołkowo na członach przedostatnich. Podszczękowa powierzchnia głowy zaopatrzona jest w drobno guzkowane kanaliki, a gularna pozbawiona jest poprzecznej grupki porów. Przedplecze ma tylne kąty dochodzące do szwów anapleuralnych. Panewki bioder przednich odnóży mają oszczecinione przednie krawędzie. Szerokość tarczki wynosi ⅓ szerokości wierzchu skrzydłotułowia. Na pokrywach występują dobrze rozwinięte punkty, rzędy nasadowe i kolce przyszwowe. Linie biodrowe za środkową parą odnóży są łukowato wygięte. Zapiersie (metawentryt) może być zlane z episternitami zatułowia. Tylna para skrzydeł jest dobrze wykształcona. W odnóżach przedniej i środkowej pary golenie mają dobrze rozwinięte kolce nasadowe. U samca edeagus ma w woreczku wewnętrznym wydłużony skleryt.
Owad endemiczny dla Nowej Zelandii, znany z północnej części Wyspy Północnej. Żeruje na podstawczakach z rzędu powłocznikowców.